# Dimorfismo estacional
En las aves principalmente, se habla de dimorfismo estacional referido a la coloración del plumaje en cualquiera de los dos sexos, durante la estación reproductiva o durante la estación no reproductiva. Hay especies de aves principalmente migratorias, que presentan un plumaje cuando comienzan a reproducirse y otro cuando no lo hacen.

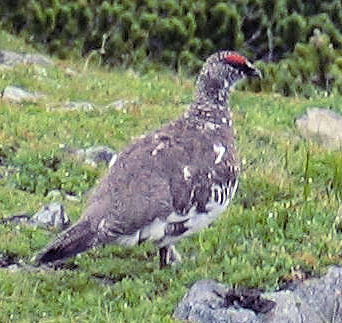
Perdiz nival en verano.
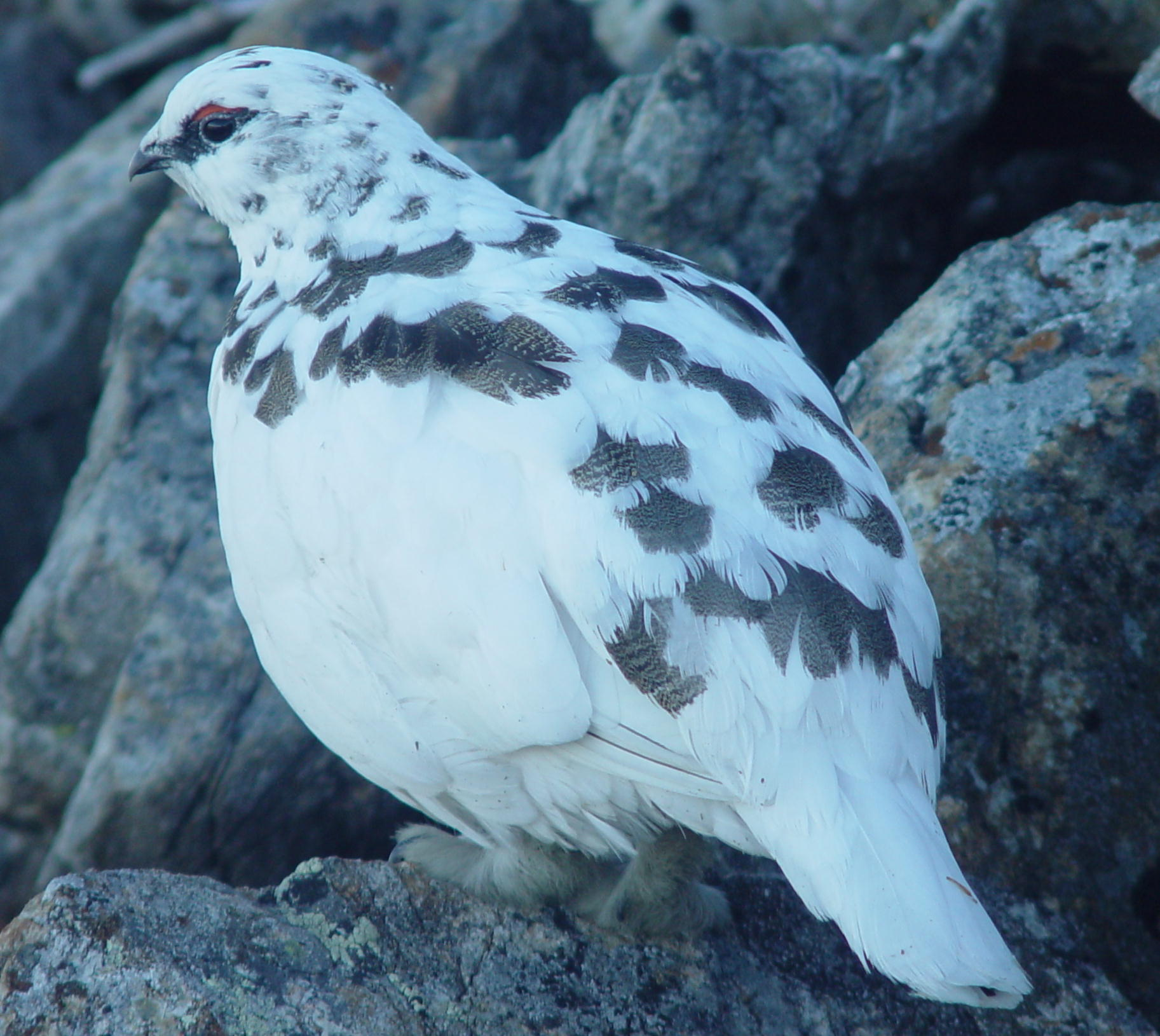
Perdiz nival en invierno.